# Prêmio da Música Brasileira de 2023
O Prêmio da Música Brasileira de 2023 foi a 30º edição da premiação. A cerimônia aconteceu no dia 31 de maio de 2023, no Theatro Municipal do Rio de Janeiro. Foi a primeira vez que o evento foi realizado desde 2018.
A artista homenageada dessa edição foi Alcione. Novas categorias foram criadas, como a categoria Intérprete como substituição de Cantor e Cantora para incluir pessoas não-binárias. A categoria Pop/Rock/Reggae/Hip Hop/Funk agora se divide em duas, Pop/Rock e Música Urbana, essa última além de incluir reggae, hip hop e funk também aborda o trap e a música eletrônica.

## Vencedores e indicados
Os vencedores estão listados em primeiro e destacados em negrito.

### Canção Popular
| Melhor Dupla - Maiara & Maraisa - Nage - Os Barões da Pisadinha                                  | Melhor Grupo - Psirico - Orquestra Greiosa - Zimbra                                                                                       |
| Melhor Intérprete - Marília Mendonça - Duda Beat - Lucy Alves - Roberta Miranda - Roberto Carlos | Melhor Lançamento - Felipe Cordeiro e Chico César – "De Amor, Amor" - Duda Beat – "Dar uma Deitchada" - Marília Mendonça – Decretos Reais |

### Especiais
| Melhor Lançamento Eletrônico - Batata Boy e Garbela – Entre Cidades - Gerra G – Todos os Lados - VHOOR – Baile & Bass | Melhor Lançamento em Língua Estrangeira - Cássia Eller e Victor Biglione – Cássia Eller & Victor Biglione in Blues - Anitta – Versions of Me - Blubell e Luca Raele – "If You Only Knew (Acoustic)' |
| Melhor Lançamento Erudito - Orquestra Sinfônica Brasileira – Bachiana Nº 4-1 Movimento - Orquestra Sinfônica Brasileira – Abertura da Ópera o Guarani (Ao Vivo) - Orquestra Sinfonica Brasileira – Divertimento para Cordas (Ao vivo)                | Melhor Lançamento Infantil - Mundo Bita – "É Alegria" - Dudu Nicácio – Bloco Fera Neném - Planeta DóRéMi e Léo Pinheiro – "Lá na Fazenda do Meu Pai"                                                |
| Projeto Especial - Alfredo Del-Penho, João Cavalcanti, Moyseis Marques e Pedro Miranda – Desengaiola - Baby do Brasil e Pepeu Gomes – Baby e Pepeu - Noites Cariocas (Ao Vivo) - Gabriel Aragão – Malhada Vermelha (Trilha Sonora Original do Filme) | |

### Instrumental
| Melhor Grupo - Letieres Leite e Orkestra Rumpilezz - Gian Correa e os Chorões Alterados - PianOrquestra                                                                     | Melhor Solista - Yamandu Costa - Bebê Kramer - Dom Salvador - Jaques Morelenbaum - Jorge Helder |
| Melhor Lançamento - Yamandu Costa e Bebê Kramer – Simpatia - Dom Salvador – Dom Salvador Trio (Samborium) - Letieres Leite e Orkestra Rumpilezz – Moacir de Todos os Santos |                                                                                                 |

### MPB
| Melhor Grupo - Bala Desejo - Banda de Boca - MPB4 | Melhor Intérprete - Djavan - Alaíde Costa - Dori Caymmi - Gilberto Gil - Mônica Salmaso                                                      |
| Melhor Lançamento - Alaíde Costa – O Que Meus Calos Dizem Sobre Mim - Alceu Valença e Orquestra de Ouro Preto – Valencianas II: Ao Vivo Em Portugal - Chico Buarque e Hamilton de Holanda – "Que Tal um Samba?" | Melhor Canção - Chico Buarque e Hamilton de Holanda – "Que Tal um Samba?" - Alaíde Costa – "Pessoa-Ilha" - Zé Miguel Wisnik – "Chorou e Riu" |

### Música Urbana
| Melhor Grupo - Planet Hemp - Afrocidade - Pavilhão 9                                              | Melhor Intérprete - Criolo - Baco Exu do Blues - Gloria Groove - Iza - Xênia França |
| Melhor Lançamento - Baco Exu do Blues – QVVJFA - Criolo – Sobre Viver - Planet Hemp – Jardineiros |                                                                                     |

### Pop/Rock
| Melhor Grupo - Gilsons - Jovem Dionisio - Ratos de Porão                                                                                          | Melhor Intérprete - Elza Soares - Chico César - Erasmo Carlos - Tom Zé - Tulipa Ruiz |
| Melhor Lançamento - Erasmo Carlos – O futuro pertence à... Jovem Guarda - Elza Soares – Elza ao Vivo no Municipal - Chico César – Vestido de Amor |                                                                                      |

### Regional
| Melhor Dupla - Mayck & Lyan - Duo Aduar - Sample Hate                                       | Melhor Grupo - Boi Bumbá Garantido - Olodum - Quinteto Violado                                                                                            |
| Melhor Intérprete - Alceu Valença - Almir Sater - Elba Ramalho - Isadora Melo - Zeca Veloso | Melhor Lançamento - Elba Ramalho – Elba Ramalho No Maior São João do Mundo (Ao Vivo) - Almir Sater – Do Amanhã Nada Sei - Zeca Veloso – "O Sopro do Fole" |
| Melhor Revelação - Plínio Fernandes - Fernando Dias Gomes - Maurício Guil                   | |

### Samba
| Melhor Grupo - Fundo de Quintal - Grupo Revelação - Raça Negra | Melhor Intérprete - Diogo Nogueira - Ferrugem - Maria Rita - Martinho da Vila - Péricles |
| Melhor Lançamento - Martinho da Vila – Mistura Homogênea - Diogo Nogueira e Hamilton de Holanda – "Fim do Horizonte" - Fundo de Quintal – Fundo de Quintal - 45 Anos Vol.1 (Ao Vivo) |                                                                                          |

### Projeto Audiovisual
| Projeto Audiovisual - Gilsons – Pra Gente Acordar (O Filme) - Anitta e Luck Muzik – "Tropa" - Iza – "Fé" - Pabllo Vittar e Gloria Groove – "Ameianoite" - Tim Bernardes – "Mistificar" |